# Кария
Кария (на старогръцки: Καρία) е исторически регион в Мала Азия, граничещ на север с Йония и Лидия, на изток с Ликия и малка част от Фригия и на запад и юг с Егейско море. Епонимните жители на областта са познати като карийци и се заселват в Кария преди гърците.

## Наименование
Името Кария се появява в редица ранни езици: хетски Karkija (част от държавната лига Асуа, ок. 1250 пр.н.е.), вавилонски Karsa, еламски и староперсийски Kurka. Впоследствие се смята, че е възприето наименованието Кария от Кар, легендарен цар на карийците.

## География
Почти целият терен на Кария е планински, оформен от два големи масива, които на свой ред са част от Тавърските планини. Егейското крайбрежие има множество острови, понякога разположени много близо до континента. Най-известни са островите Родос и Кос, но има и други: Симе, Телос, Нисирос, Калимнос, Лерос и Патмос, които са били населени от древни времена и някои от тях имат удобни пристанища. Днес се причисляват към Додеканезите.

## История
Независима Кария се появява като Новохетско царство към 11 век пр.н.е. Брегът на Кария става част от дорийския хексаполис след дорийското нашествие по време на тъмните векове, когато са окупирани Книдос и Халикарнас. Омир в Илиада споменава карийския град Милет като съюзник на троянците.
Известният историк Херодот е роден в Халикарнас през 5 век пр.н.е. От 545 пр.н.е. Кария е включена като сатрапия в земите на Ахеменидска Персия. Най-важен град е Халикарнас, откъдето управляват суверените на областта.
В Халикарнас е бил издигнат прочутият Мавзолей на Мавзол, посветен на Мавзол, сатрап на Кария между 377 и 353 пр.н.е. от неговата жена Артемизия. Монументът е едно от Седемте чудеса на древния свят и по-късно става причина римляните да наричат мавзолей всяка по-голяма гробница.
Кария е завладяна от Александър Македонски през 334 пр.н.е. През 133 пр.н.е. тя е присъединена към римска провинция Азия, а с въвеждането темите като вид администрация през VII век Кария е приобщена към тема Кивиреоти.
През XIII век Кария е завладяна от селджукските турци и е основан бейликът Ментеше.

- Местоположение на Кария
- Снимка на карта от XV век, показваща Кария